# Сіліч Кирило Євгенович
Кирило Євгенович Сіліч (нар. 3 серпня 1990, Одеса, УРСР) — український футболіст, півзахисник.

## Життєпис
Вихованець одеської ДЮСШ-11. Діє на позиції атакувального або флангового півзахисника.
На професійному рівні почав виступати в клубі української першої ліги «Дністер» (Овідіополь), в якому він провів найбільшу кількість матчів на клубному рівні в українській першості. Також, в українській кар'єрі Сіліча були команди «Княжа-2» (Щасливе), «Нива» (Вінниця), «Оболонь» та «Десна». На початку 2012 року поповнив склад ФК «Одеси».
У 2014 році йому надходить пропозиція від команди елітного дивізіону Естонії «Калев» (Сілламяе)., в якій одним з тренерів працював луганчанин Вадим Добіжа. У команді Сіліч провів два успішних сезони. У 2014 році з «Калевом» займає друге місце в чемпіонаті й дебютує в Лізі Європи.
Взимку 2016 року прийняв запрошення латиської команди «Єлгава». У травні в фіналі Кубка Латвії забив переможний гол у ворота юрмальського «Спартака».
З 9 березня 2017 року виступав у другому дивізіоні чемпіонату Литви за «Дайнаву». Загалом зіграв 850 хвилин у 12-ти матчах чемпіонату (в 13-ти стартових турах), асистував нападникам клубу Сему Шабану та Лукасу Баранаускасу, завдяки чому допоміг команді посісти перше місце в турнірній таблиці. Наприкінці липня 2017 року Сіліча запросив клуб вищого литовського дивізіону «Йонава». На початку лютого 2020 року став гравцем одеського «Чорноморця».

### Стиль гри
|  | Швидкісний, технічний, вміло взаємодіє з партнерами, володіє сильним поставленим ударом з обох ніг. Працездатний і старанний, практично всі ігрові дії виконує на високій швидкості. Корисний в підіграванні партнерам |

.

## Статистика
| Сезон   | Клуб                      | Ліга            | Чемпіонат | Чемпіонат | Кубок | Кубок | Першість дублерів | Першість дублерів |
| Сезон   | Клуб                      | Ліга            | Ігри      | Голи      | Ігри  | Голи  | Ігри              | Голи              |
| ------- | ------------------------- | --------------- | --------- | --------- | ----- | ----- | ----------------- | ----------------- |
| 2006/07 | «Дністер» (Овідіополь)    | Друга ліга      | 16        | 1         | 0     | 0     | 0                 | 0                 |
| 2007/08 | «Дністер» (Овідіополь)    | Перша ліга      | 22        | 0         | 0     | 0     | 0                 | 0                 |
| 2008/09 | «Княжа-2» (Щасливе)       | Друга ліга      | 12        | 0         | 0     | 0     | 0                 | 0                 |
| 2008/09 | «Нива» (Вінниця)          | Друга ліга      | 10        | 2         | 0     | 0     | 0                 | 0                 |
| 2009/10 | «Оболонь» (Київ)          | Прем'єр-ліга    | 0         | 0         | 0     | 0     | 14                | 0                 |
| 2010/11 | «Оболонь» (Київ)          | Прем'єр-ліга    | 0         | 0         | 1     | 0     | 15                | 1                 |
| 2010/11 | «Десна» (Чернігів)        | Друга ліга      | 0         | 0         | 0     | 0     | 0                 | 0                 |
| 2011/12 | ФК «Одеса»                | Перша ліга      | 12        | 2         | 0     | 0     | 0                 | 0                 |
| 2012/13 | ФК «Одеса»                | Перша ліга      | 8         | 0         | 0     | 0     | 0                 | 0                 |
| 2014    | «Калев» (Сілламяе)        | Мейстріліга     | 16        | 3         | 3     | 3     | 0                 | 0                 |
| 2015    | «Калев-2» (Сілламяе)      | Есілііга        | 1         | 1         | 0     | 0     | 0                 | 0                 |
| 2015    | «Калев» (Сілламяе)        | Мейстріліга     | 21        | 6         | 1     | 0     | 0                 | 0                 |
| 2015/16 | «Єлгава»                  | Вища ліга       | 0         | 0         | 4     | 1     | 0                 | 0                 |
| 2016    | «Єлгава»                  | Вища ліга       | 12        | 1         | 1     | 0     | 0                 | 0                 |
| 2017    | «Йонава»                  | А-ліга          | 4         | 0         | 0     | 0     | 0                 | 0                 |
| 2018    | «07 Вестур» (Сандавоавур) | Водафонедейлдін | 25        | 2         | 1     | 0     | 0                 | 0                 |

## Міжнародні змагання
| Сезон   | Клуб               | Турнір      | Кваліфікація | Кваліфікація | Основний турнір | Основний турнір |
| Сезон   | Клуб               | Турнір      | Ігри         | Голи         | Ігри            | Голи            |
| ------- | ------------------ | ----------- | ------------ | ------------ | --------------- | --------------- |
| 2014/15 | «Калев» (Сілламяе) | Ліга Європи | 4            | 0            | 0               | 0               |
| 2015/16 | «Калев» (Сілламяе) | Ліга Європи | 2            | 1            | 0               | 0               |
| 2016/17 | «Єлгава»           | Ліга Європи | 1            | 0            | 0               | 0               |

## Досягнення
- Друга ліга чемпіонату України (група «А»)
  -  Чемпіон (1): 2007
  -  Бронзовий призер (1): 2009

- Мейстріліга
  -  Срібний призер (1): 2014

- Кубок Естонії
  -  Фіналіст (1): 2016

- Вища ліга
  -  Срібний призер (1):2016；Кубок Латвіі 2016